# František Haž
František Haž (1930 – ?), uváděný také jako František Háž, byl český fotbalový záložník.
Pracoval jako svářeč v Závodech Vítězného února v Hradci Králové.

## Hráčská kariéra
V československé lize hrál za Křídla vlasti Olomouc (během základní vojenské služby) a Spartak Hradec Králové, aniž by skóroval. Mezitím byl hrajícím trenérem v Jiskře Semily. V létě 1959 přestoupil ze Spartku Hradec Králové do Jiskry Jaroměř.

### Prvoligová bilance
| Ročník          | Zápasy | Góly | Minuty | Klub                   |
| --------------- | ------ | ---- | ------ | ---------------------- |
| I. liga 1953    | 1      | 0    | 90     | Křídla vlasti Olomouc  |
| I. liga 1954    | 7      | 0    | 585    | Křídla vlasti Olomouc  |
| I. liga 1957/58 | 19     | 0    | 1 701  | Spartak Hradec Králové |
| CELKEM I. LIGA  | 27     | 0    | 2 376  |                        |